# Bud´ky (przystanek kolejowy)
Bud´ky (ukr. Будьки) – przystanek kolejowy w miejscowości Bud´ky, w rejonie żmeryńskim, w obwodzie winnickim, na Ukrainie. Położony jest na linii Żmerynka – Odessa.
Do 2009 przystanek nosił nazwę Szczuczenci (ukr. Щученці).